# Beluran
Huyện Beluran là một huyện thuộc bang Sabah của Malaysia. Huyện Beluran có dân số thời điểm năm 2010 ước tính khoảng 106583 người.